# 华罗庚
华罗庚（1910年11月12日—1985年6月12日），男，江苏金坛人，中国现代数学家，中国科学院院士，美国国家科学院外籍院士，全国政协前副主席，全国人大常委会前委员。他是中国解析数论、典型群、矩阵几何学、自守函数论与多元复变函数等很多方面研究的创始人与奠基者，也是中国在世界上最有影响力的数学家之一。

## 生平
华罗庚童年时就读于金坛仁劬小学。1922年，华罗庚进入金坛县立初级中学，1925年毕业。由于家中贫穷，他只好到免学费的上海中华职业学校就读，但华罗庚还是因为家中無力提供杂费和住宿费而退学。
1926年，16岁的华罗庚回到金坛后，帮助父亲打理杂货铺，同时开始自学数学。1929年12月，华罗庚在《科学》杂志第14卷第14期上发表《施图姆定理之研究》。1930年12月，华罗庚在《科学》第15卷第2期上发表《苏家驹之代数的五次方程式解法不能成立之理由》。华罗庚崭露头角，被清华大学数学系主任熊庆来教授发现，邀请他来清华大学。

### 早年學術生涯
从1931年起，华罗庚在清华大学一边学习、一边工作，仅用一年半时间就学完了数学系的全部课程，并同时自学了英、法、德、日语，在国际学术杂志上发表了三篇论文。1933年被熊庆来破格任用为助教，1934年9月被提拔为讲师。
1935年，诺伯特·维纳访华，注意到了华罗庚，并向当时英国著名数学家戈弗雷·哈罗德·哈代极力推荐。1936年，华罗庚访问剑桥大学，受到了哈代-李特尔伍德学派的影响，获益匪浅，在那至少发表了15篇论文。1937年回国，任清华大学正教授直到1945年，期间历经西南联合大学时期。1946年2月至5月在苏联访问，9月前往普林斯顿高等研究院访问。1948年被伊利諾大學聘为正教授至1950年。同年，1948年，当选为中央研究院第一屆院士。
他在解析數論方面取得了一定的成就，他在多元複变数函数论方面的贡献，更是影响到了世界数学的发展。著有“华氏定理”、“布劳威尔-加当-华定理”、“华—王方法”、“華氏恆等式”、“華氏引理”等。

### 1950年回中國發展數學

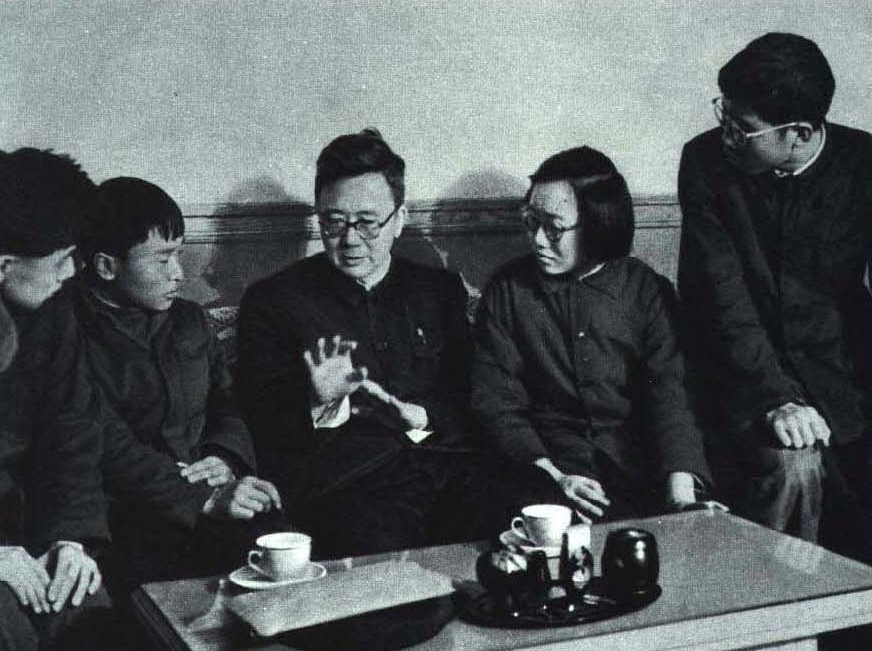
1964年华罗庚与数学竞赛优等奖学生进行交流

1949年10月华罗庚得知“祖国解放了”的消息后决定回中国，1950年3月放弃美国伊利诺伊大学教授职位回到中国北京，担任清华大学数学系主任。1952年7月，受中科院院長郭沫若之邀建立中国科学院数学研究所，并担任所长，9月加入民盟。1953年赴苏联访问，并出席了在匈牙利召开的世界数学家代表大会，以及亚太和平会议、世界和平理事会。1955年被选聘为中科院院士。由于中国科学技术大学建校所确定的所系结合的思想，于1958年主持创立中国科学技术大学数学系，并任该大学副校长兼数学系主任。因此，中国科学技术大学设立“华罗庚大师讲席”，并于2009年与中国科学院数学与系统科学研究院合作，在数学系设立了“华罗庚班”，班上的学生在中国科大合肥校本部学习基础课，而在北京数学与系统科学研究院学习专业选修课。
按丘成桐的看法，他是三个对当代世界数学潮流有影响的中国数学家之一。另两个人是陈省身和冯康。同时他还培养了一批优秀学生，如陈景润、王元、龚昇等。1960年代初，华罗庚提出和推广“统筹法”和“优选法”，提高生产管理效率及经济效益。

### 政治运动中受批判
華羅庚回國後在1950年代后期及1960年代的反右鬥爭、拔白旗插紅旗、文化大革命等政治运动中曾遭受冲击和批判，但受到毛泽东、周恩来高层领导的特别关照，得到了特别保护。
1969年6月8日，《人民日报》发表了署名华罗庚的文章，华在文中作自我批判，还提出了两条关于教育革命的建议。

### 晚年
1980年，法国南锡大学授予华罗庚荣誉博士，这是他得到的第一个学位。
1980年3月15日，中国科学技术协会第二次全国代表大会在北京召开，会议选出第二届全国委员会，其被选为副主席。1982年，被评为美国科学院外籍院士。1983年，被评为第三世界科学院院士。1985年，当选为联邦德国巴伐利亚科学院院士。1985年6月12日，華羅庚應邀到日本东京大学作學術報告，期間高度興奮，結果報告結束後由于急性心肌梗塞倒在講台上，送院後證實不治，終年74歲。華羅庚遺體在日本當地火化，骨灰運回國內。

## 政治參與
北伐时期（1926年）加入中国国民党。北伐后没有参加登记自动脱党。1942年12月，由朱家骅介绍重新入党，1945年国民党六大召开前夕，被朱家骅与陈立夫联名列入向蒋介石推荐98名“最优秀教授党员”。中华人民共和国建国后曾当选为一至六届全国人大常委会委员，第六届全国政协副主席（1985年4月），中国民主同盟副主席（1979年）。1979年加入中国共产党。

## 著作

### 科普类
- 《统筹方法平话》
- 《统筹方法平话及其补充》
- 《从杨辉三角谈起》
- 《优选法》
- 《优选法平话》
- 《华罗庚科普著作选集》
- 《从孙子的神奇妙算谈起》
- 《聪明在于勤奋天才在于积累》

### 非科普类
- 《数论导引》
- 《多复变数函数论中的曲型域的调和分析》
- 《高等数学引论》
- 《典型群》（与万哲先合著）
- 《堆垒素数论》
- 《从单位圆谈起》
- 《典型域上的调和分析》
- 《优选学》

## 家庭
华罗庚父亲华瑞栋，以经营小杂货铺为生。华罗庚与吴筱之于1927年结婚，育有三男（华俊东、华陵、华光）三女（华顺、华苏、华密）。

## 纪念
- 华罗庚数学奖：1992年设立，由中国数学会与湖南教育出版社共同主办。
- 华罗庚公园：位于常州市金坛区
- 华罗庚中学：母校江苏金坛县中学為了紀念华罗庚改名为华罗庚中学。
- “华罗庚”号综合试验舰（华罗庚舰）：中国人民解放军海军909A型综合试验舰中的892号试验舰以其名命名[17]。